# Anna Regina
Anna Regina – miasto w Gujanie, stolica regionu Pomeroon-Supenaam, położone na wybrzeżu Oceanu Atlantyckiego, na północny zachód od ujścia rzeki Essequibo. W 2002 roku liczyło 12 426 mieszkańców.